# Tabi kistérség
A Tabi kistérség egy kistérség volt Somogy megyében, központja Tab volt. 2014-ben az összes többi kistérséghez hasonlóan megszűnt.

## Települései
| Andocs         | Bábonymegyer | Bedegkér      | Bonnya       | Fiad       |
| Kánya          | Kapoly       | Kára          | Kisbárapáti  |            |
| Lulla          | Miklósi      | Nágocs        | Sérsekszőlős | Somogyacsa |
| Somogydöröcske | Somogyegres  | Somogymeggyes | Szorosad     | Tab        |
| Tengőd         | Torvaj       | Törökkoppány  | Zala         | Zics       |